# Instituto Federal do Piauí
O Instituto Federal de Educação, Ciência e Tecnologia do Piauí (IFPI), autarquia federal vinculada ao Ministério da Educação (MEC), através da Secretaria de Educação Profissional e Tecnológica (SETEC), é uma instituição de ensino criada, em dezembro de 2008, a partir da transformação do Centro Federal de Educação Tecnológica do Piauí (CEFET-PI), ex-Escola Técnica Federal do Piauí (ETFPI). 
A estrutura organizacional do Instituto Federal do Piauí, criado pela Lei 11.892 de dezembro de 2008, conta com cinco pró-reitorias: Pró-reitoria de Administração, Pró-reitoria de Ensino, Pró-reitoria de Desenvlvimento Institucional, Pró-reitoria de Extensão e Pró-reitoria de Pesquisa e Inovação.
O IFPI é uma instituição que oferece educação básica, profissional e superior, de forma pluricurricular. É uma instituição multicampi, especializada na oferta de educação profissional e tecnológica nas diferentes modalidades de ensino, com base na conjugação de conhecimentos técnicos e tecnológicos às suas práticas pedagógicas.

## Histórico

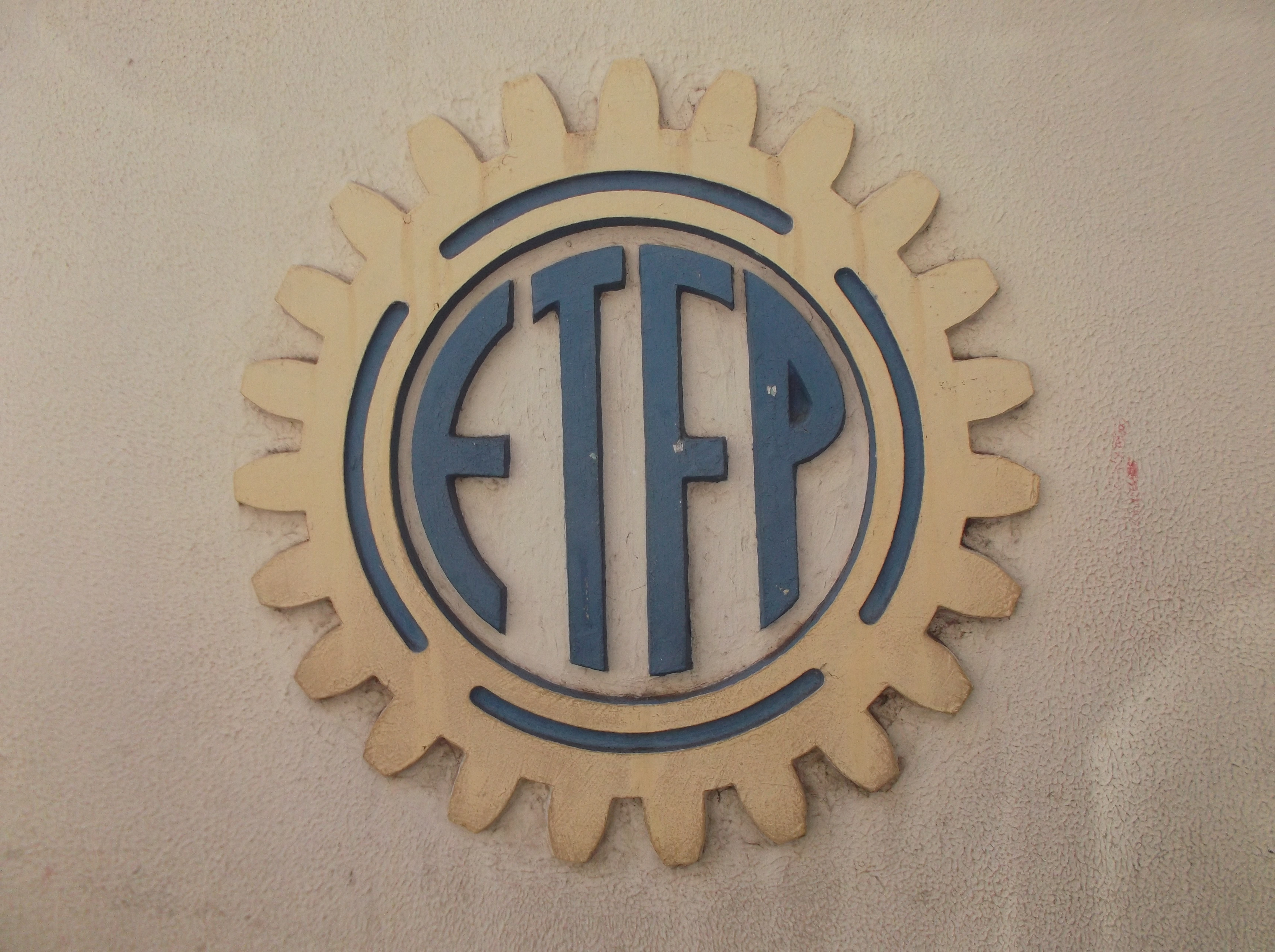
Emblema da Escola Técnica Federal do Piauí, na frontaria do prédio da sede, em Teresina.

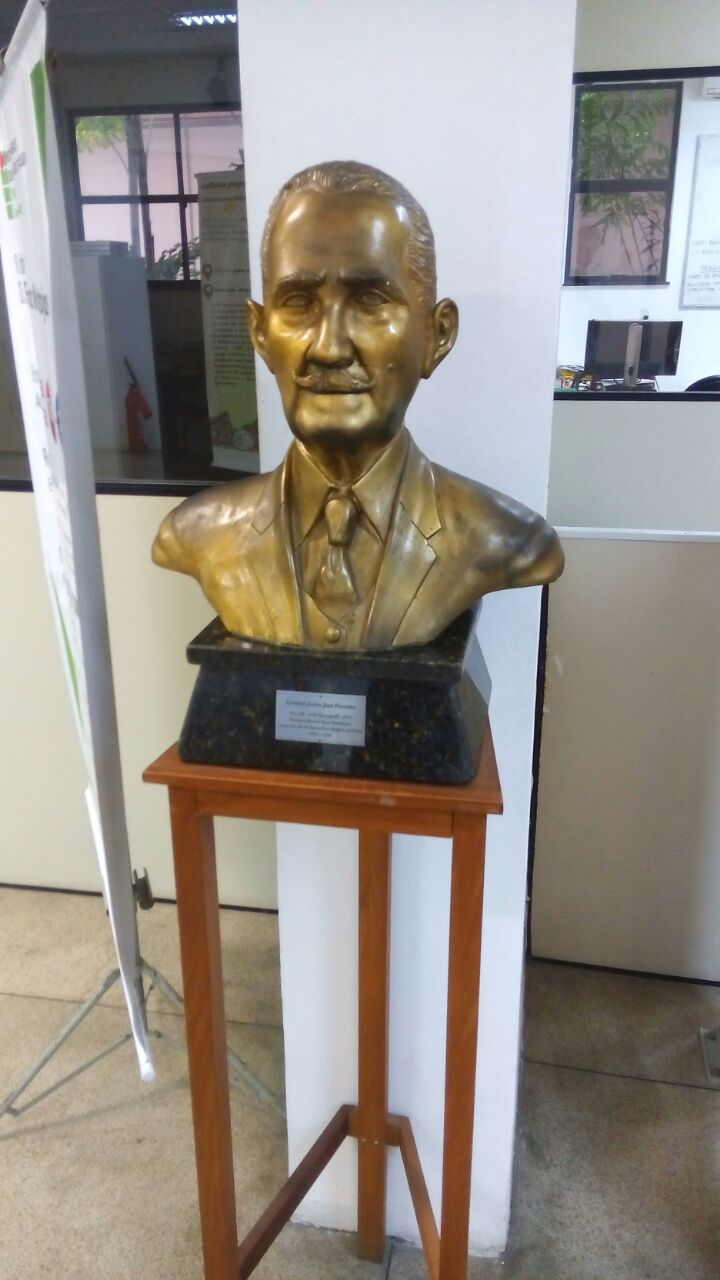
Busto do professor Josino José Ferreira, localizado na Biblioteca do Campus Teresina Central.Josino foi o primeiro diretor da Escola de Aprendizes Artífices, atual Instituto Federal do Piauí.

O histórico da instituição começa com a criação, em 1909, pelo Presidente Nilo Peçanha, como Escola de Aprendizes Artífices, localizada em Teresina-PI, instalando-se inicialmente no bairro Pirajá. 
A EAAPI foi a primeira escola federal de ensino profissional implantada no Estado do Piauí.  Posteriormente foi transferido para um velho casarão situado na Praça Pedro II, onde recebeu o nome de Liceu Industrial de Teresina em 1934.
A segunda denominação da EAAPI surgiu em 1937, na vigência do Estado Novo. As perspectivas para os avanços na área da indústria eram, naquele momento, o grande propulsor de incentivo à mudança para a transformação da escola primária para secundária, denominada, a partir de então, Liceu Industrial. No caso presente, Liceu Industrial do Piauí.
A Instituição continuou formando profissionais para o setor secundário da economia com forte ênfase na indústria metal-mecânica, na busca incessante de alcançar a tão almejada era da Revolução Industrial.
Em 1938, constituiu-se uma nova sede para a Escola, onde ainda hoje permanece, localizada na Praça da Liberdade e em 1942 recebeu a denominação, Escola Industrial de Teresina.  Esse nome proveio da Lei Orgânica do Ensino Industrial de 1942, que dividiu as escolas da Rede em Industriais e Técnicas. As Escolas Industriais ficaram geralmente nos Estados menos industrializados e formaram operários conservando o ensino propedêutico do antigo ginásio. Legalmente, esse curso era chamado de Ginásio Industrial.
No ano de 1965, pela primeira vez, aparece na Rede, que, desde a sua criação, pertenceu ao Governo Federal, a sua marca, isto é, Escola Federal. Noutra formulação: pela primeira vez, o termo federal entrou na composição do nome das Escolas da Rede. Essa mudança também permitiu que a Instituição pudesse fundar cursos técnicos industriais, a exemplo das escolas que já eram “técnicas”. E seguindo esta mudança, recebe a denominação de Escola Industrial Federal. 

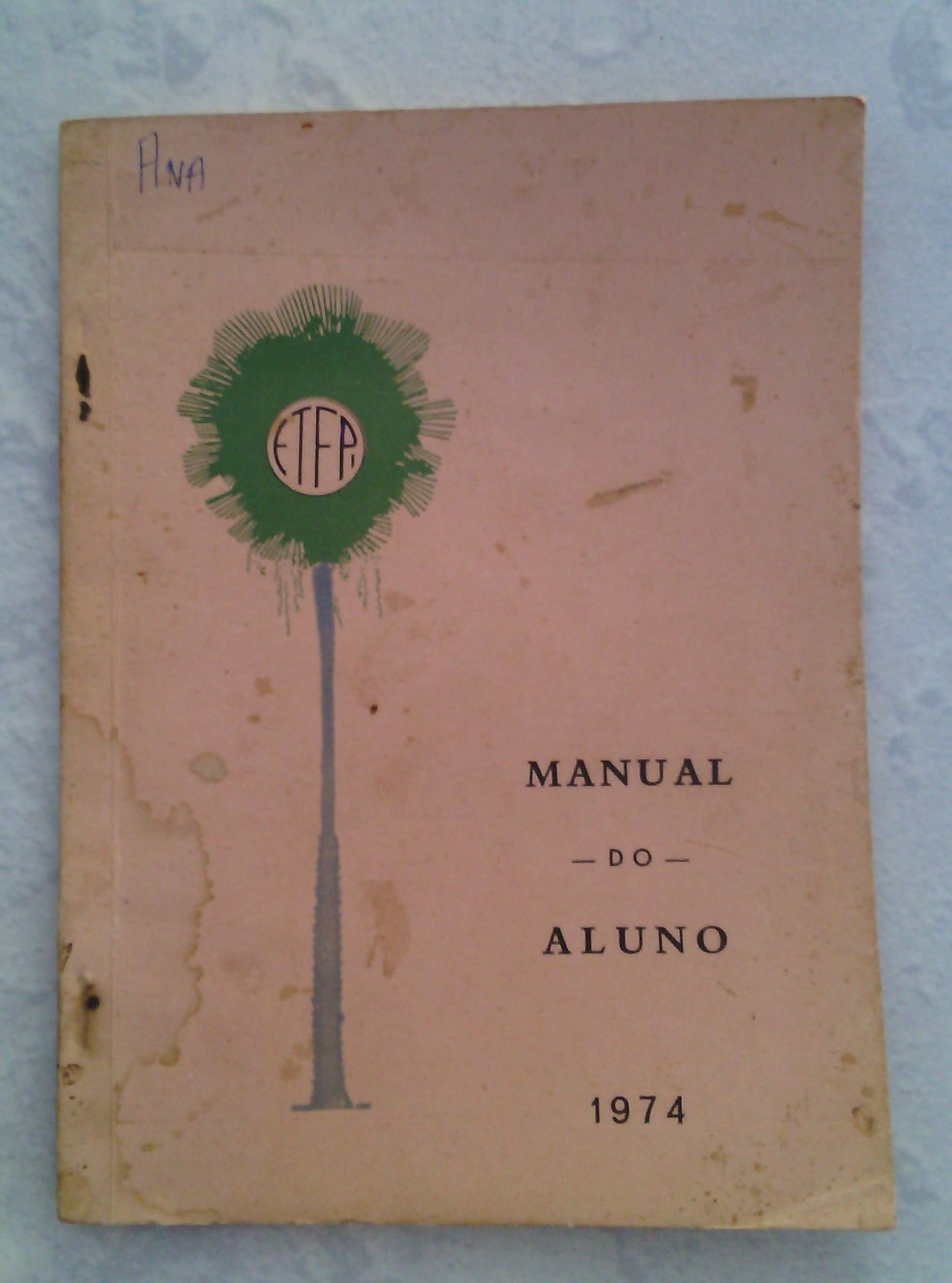
Edital de 1974, acervoːBiblioteca Pública de Campo Maior.

A estrutura física e educacional continuou a mesma da denominação anterior e, em 1967, foram criados os primeiros cursos técnicos, quais sejam, Edificações, Agrimensura, que se transformou em curso de Estradas, e Eletromecânica, que se desmembrou nos cursos de Eletrônica, Eletrotécnica e Mecânica.
Como consequência da criação destes primeiros cursos e do reconhecimento desses pelo Ministério da Educação, a Escola Industrial se torna Escola Técnica Federal do Piauí – ETFPI.  Nesse período, houve uma grande ampliação da estrutura geral da Escola. Os cursos técnicos, que eram noturnos, passaram a ser também diurnos. O Ginásio Industrial foi se extinguindo gradativamente a partir de 1967, uma série a cada ano.
Em 1994, foi autorizada a transformação em Centro Federal de Educação Tecnológica do Piauí, pela Lei nº 8.948/94, que se efetivou em 22 de março de 1999, com a assinatura do Decreto autorizativo pelo Presidente da República Fernando Henrique Cardoso.
A partir de 2005, o CEFET-PI, atento à política do Ministério da Educação (MEC), vem buscando uma melhor qualificação profissional da comunidade do Piauí e região, como atesta a implantação, desde 2006, do Ensino Médio integrado ao Ensino Técnico em Gestão, Construção Civil, Informática, Indústrias e Meio Ambiente, sempre a partir de habilidades e competências individuais.
Para dar continuidade à formação de profissionais, em 2007, o CEFET-PI implantou um Programa de Pós-Graduação Lato Sensu. Todos os cursos de Pós-Graduação do CEFET-PI encontravam-se sob a responsabilidade de especialistas, mestres e doutores das áreas de educação humanística e tecnológica, numa política de incentivo à qualificação. 
O Centro Federal de Educação Tecnológica do Piauí (CEFET-PI) adquiriu uma reorganização de sua estrutura para Instituto Federal através da sanção do Presidente Luiz Inácio Lula da Silva, em 2008. 
O CEFET-PI transformou-se em Instituto Federal de Educação, Ciência e Tecnologia (IFPI) e articula as educações básica, profissional e superior, centrando-se na oferta de educação profissional e tecnológica nas diferentes modalidades de ensino.
Francisco das Chagas Santana foi o primeiro reitor pro tempore, permanecendo no cargo até maio de 2013. Ao se transformar em IFPI, a Instituição adquiriu autonomia para criar e extinguir cursos, bem como para registrar diplomas dos cursos por ela oferecidos, mediante autorização do seu Conselho Superior. E, ainda, o status de uma Universidade Federal em termos de funcionalidade, acesso ao fomento de pesquisa e extensão e todos os programas de apoio dos vários ministérios.
Em 2010, iniciou-se o processo de expansão do IFPI com a inauguração dos seguintes campi: Angical, Corrente, Piripiri, Paulistana, São Raimundo Nonato e Uruçuí. Em 2012, foram inaugurados campi em Pedro II, Oeiras e São João; e, em 2014, houve a inauguração dos campi de Campo Maior, Valença e Cocal.
Nesse período, foi criado também o Programa Nacional de Acesso ao Ensino Técnico e ao Emprego (Pronatec), reforçando o desenvolvimento e a interiorização da educação profissional. Já a partir de 2011 foram iniciadas as atividades do Ciência Sem Fronteiras, que levou alunos do IFPI para países, como Estados Unidos, Irlanda, Itália, Espanha, Portugal, Hungria, Austrália, Nova Zelândia e China.
Em 2014, foram publicadas as portarias de criação dos Campi Avançados Dirceu Arcoverde e Pio IX.
Em 2015, a nova sede da Reitoria foi inaugurada na zona leste de Teresina.

## Lista de diretores-gerais e reitores
Josino José Ferreira - 1909 - 1928
Hermínio de Moura Rios - exerceu a função de forma interina em diversos momentos
Osvaldo Fettermann - 1928 - 1929
Cid Rocha Amaral - 1931 - 1933
Nílton Norberto de Oliveira - 1933-1934
Artur Seixas - 1934 - 1935
Flávio Castelo Branco - 1935 - 1940
Argemiro Freire Gameiro - 1941 - 1943
Luiz Pires Chaves - 1944 - 1948
Elói do Egito Coelho - 1948 - 1957
Murilo de Rubin Couto - 1957 - 1967
Roberto Gonçalves Freitas - 1968 - 1970
José Luiz Castro Aguiar - 1970 - 1975
José Ferreira Castelo Branco - 1975 - 1994
Rita Martins de Cássia - 1994 - 2005
Francisco das Chagas Santana - 2005 - 2013
Paulo Henrique Gomes de Lima - 2013 - 2021
Paulo Borges da Cunha - 2021 até os dias atuais

## Campus

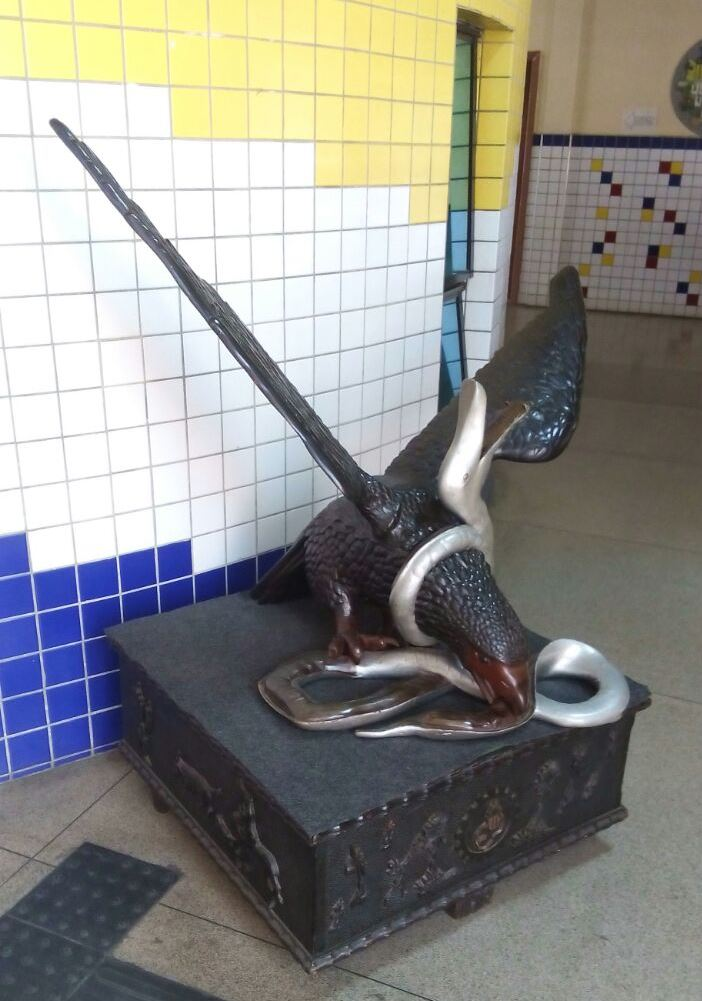
Escultura feita em 1952 pelo artesão Francisco de Sousa Barros (Mestre Chico Barros) de águia vencendo a serpente, representando o conhecimento vencendo a escuridão e na base da escultura tem cenas com tirador de palha de carnaúba.

O IFPI possui campus nas cidades de Angical do Piauí, Campo Maior, Cocal, Corrente, Floriano,Oeiras, Parnaíba, Paulistana, Pedro II, Picos, Piripiri, São João do Piauí, São Raimundo Nonato, Teresina e Uruçuí.
Também está presente com campi avançado no bairro Dirceu Arcoverde, em Teresina; em José de Freitas; e em Pio IX.

## Ensino

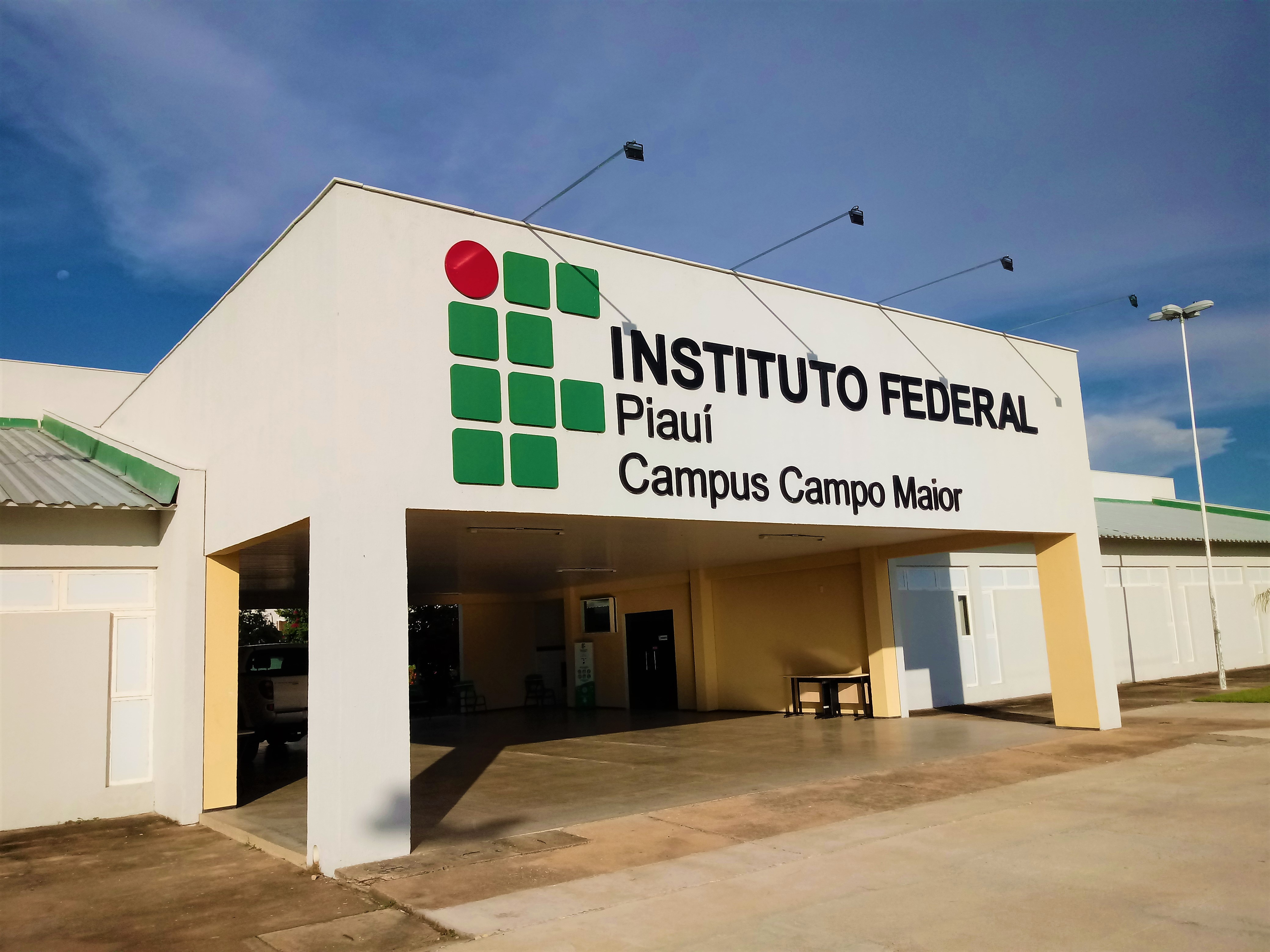
Vista da frontaria do campus de Campo Maior.

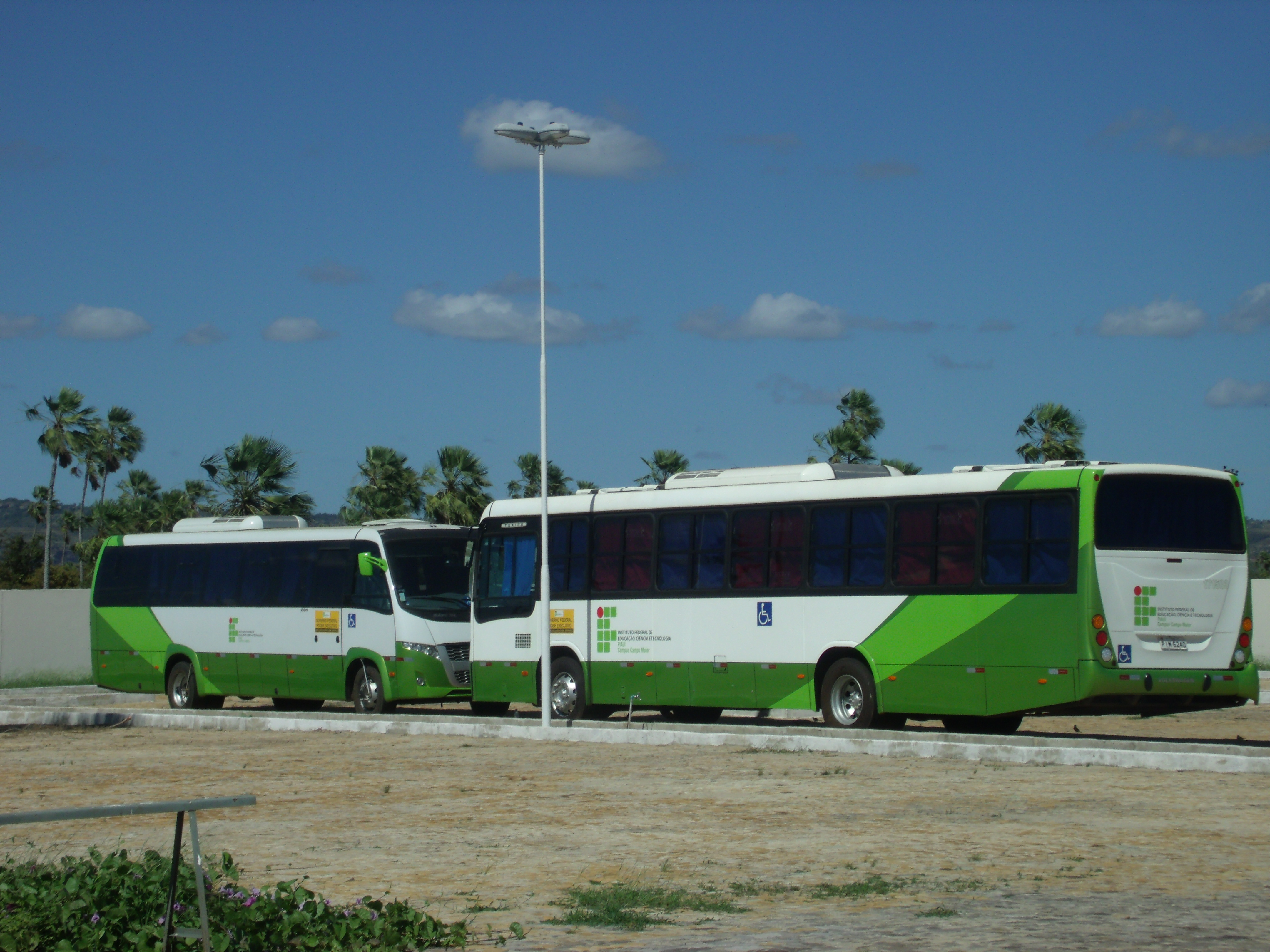
Veiculos.

A instituição oferece formação profissional inicial e continuada em diversos cursos de formação técnica e educação à distância, além de cursos superiores. Atualmente há a seguinte oferta de cursos:
a) cursos de formação inicial e continuada de trabalhadores, objetivando a capacitação, o aperfeiçoamento, a especialização e a atualização de profissionais, em todos os níveis de escolaridade, nas áreas da educação profissional e tecnológica;
a) cursos técnicos integrados, para os concluintes do ensino fundamental e para o público da educação de jovens e adultos;
b) cursos técnicos concomitantes, para estudantes que já estão no Ensino Médio;
c) cursos técnicos subsequentes, para estudantes que já concluíram o Ensino Médio;
c) cursos superiores de tecnologia visando à formação de profissionais para diferentes setores da economia;
d) cursos superiores de licenciatura, visando à formação de professores para a educação básica, sobretudo nas áreas de ciências e matemática, e para a educação profissional;
e) cursos superiores de bacharelado e engenharia, visando à formação de profissionais para diferentes setores da economia e áreas do conhecimento.

## Pós-Graduação, Inovação e Pesquisa
A Pró-reitoria de Pesquisa e Inovação, órgão responsável por esta área no IFPI, tem como atribuições as políticas de pesquisa, integradas ao ensino e à extensão, bem como promover ações na área que fomenta a pesquisa, ciência, tecnologia e inovação tecnológica. Responsável pela oferta de Pós-graduação, seja através de cursos próprios ou de Projetos de Mestrado Interinstitucional (Minter) e Doutorado Interinstitucional (Dinter), além das atividades do Núcleo de Inovação Tecnológica (NIT), Programa de Iniciação Cientifica (PIBIC e PIBIC Jr), ProAgrupar e da realização de eventos científicos.
Atualmente, além de cursos de Especialização, são ofertadas vagas para os seguintes programas de pós-graduação
Programa de Pós-graduação em Engenharia de Materiais
Programa de Mestrado Profissional em Matemática em Rede Nacional (Profmat) - em parceria com a Sociedade Brasileira de Matemática, com apoio do Instituto Nacional de Matemática Pura e Aplicada (IMPA)
Programa de Pós-Graduação em Educação Profissional e Tecnológica - ProfEPT (em parceria com o IFES)

## Extensão
A Pró-Reitoria de Extensão, órgão responsável por esta área, tem como atribuições as políticas de extensão e relações com a sociedade, articuladas ao ensino e à pesquisa, junto aos diversos segmentos sociais.
As ações desenvolvidas estão relacionadas a oferta de bolsas e cursos de extensão, ao apoio à promoção de eventos institucionais e apoio a publicações no âmbito da extensão, incubação de empreendimentos inovadores e estímulo à implantação de empresas juniores, oferta de estágios institucionais, incentivo à promoção de eventos artístico-culturais, realização de jogos intercampi e oferta de bolsa atleta, além de ações em defesa da inclusão e diversidade, de estímulo à economia solidária e criativa.